# Rukev bažinná
Rukev bažinná (Rorippa islandica), kosmopolitní druh z rodu rukev, je světle zelená, středně vysoká vlhkomilná rostlina.

## Rozšíření
Vyjma vyloženě studených, vysokohorských, tropických a aridních oblastí se vyskytuje ve všech kontinentech. Je světlomilný druh volící hlavně otevřená, slunečná stanoviště. Roste hlavně na hlinitých nánosech okolo vodních toků, rybníků a jezer, rychle se však dokáže rozšířit na obnažená rybniční dna, vlhká pole, louky a skládky, daří se mu v rozličných ruderálních společenstvech. V České republice roste mimo nejvyšších poloh na celém území, na podmáčených polích (např. s okopaninami) je nepříjemným plevelem.

## Popis
Vyskytuje se nejčastěji ve dvou formách, jako jednoletá nebo dvouletá rostlina. Jednoletá vyroste, vykvete, odplodí a uhyne během jednoho roku. Dvouletá vytvoří za prvý rok pouze přízemní růžici listů která přezimuje a teprve druhý rok vykvete, zaplodí a ukončí svou existenci. Někdy se ale chová rukev bažinná jako rostlina vytrvalá, kdy vyrůstá, kvete a plodí po několik roků po sobě.
Lodyha bývá zřídka jednoduchá, nejčastěji je po celé délce rozvětvená a dosahuje výšky 20 až 80 cm. Je přímá nebo vystoupavá, oblá nebo nepravidelně hranatá, dutá, lysá, barvu má lehce nafialovělou. Listy v přízemní růžici jsou zpeřeně dělené s postranními pilovitými ušty a s výrazně větším koncovým segmentem. Lodyžní jsou obdobné nebo peřenosečné, vždy však objímají lodyhu svou bázi s oušky, někdy jsou celistvé s řídkými brvami po okrajích.
Drobné květy na stopkách vytvářejí hroznovitá květenství. Čtyři světle žluté, snadno opadavé korunní plátky dlouhé asi 2 mm jsou přibližně stejně veliké jako čtyři korunní plátky. Kvetou od června do října. Plodem jsou asi 0,5 cm velké, nafouknuté šešulky válcovitého až elipsoidního tvaru, vzhůru ohnuté, zřídka rovné, na vrcholu mají zůstatek čnělky s bliznou. Spočívají na stopkách přibližně stejně dlouhých jako jsou samy, od lodyhy odstávají a později se některé ohýbají dolů. Šešulka, otvírající se postranními chlopněmi, má v každém pouzdře ve dvou řadách lesklá semena 0,6 až 0,9 mm dlouhá která jsou okrově zbarvená a jemně bradavčitá. Chromozómové číslo: 2n = 32.

## Rozmnožování
Pro rukev bažinnou je charakteristický hlavní vřetenovitý kořen s hrubými postranními kořeny. Na hypokotylu i na vlastním hlavním kořeni se mohou po poranění vytvářet adventivní pupeny, z kterých vyroste nová lodyha. Roste-li v půdě dostatečně zásobené živinami vytvářejí se tyto pupeny a následně nové odnože samovolně, v půdě chudé jsou schopny vyrůst nové rostliny jen po poranění. Mimo to se rostlina může vegetativně množit i na půdě ležícími lodyhami které vytvářejí kořeny.
Semena jsou schopná klíčit po celý rok, hlavním stimulem ke klíčení je velký rozdíl teplot mezi dnem a nocí 25 - 10 °C při dlouhodenním režimu a dostatku vlhkosti. Semena, která se dostanou do vhodného prostředí v období od dubna do června, vyklíčí asi za 40 dnů a vyrostou z nich jednoleté rostliny které téhož roku vykvetou. Rostliny ze semen vysetých v červnu již vyprodukují málo semen a mnohdy kvetou příští rok znovu. Ze semen vysetých později vyrostou pouze přízemní růžice listů, ty přezimují a rostliny kvetou až příští rok.